# Denon (azienda)
DENON (株式会社デノン?, Kabushiki Kaisha Denon) è un'azienda giapponese fondata nel 1910 produttrice di apparecchiature elettroniche Hi-Fi quali amplificatori audio/video, lettori CD da tavolo, giradischi, testine di lettura per giradischi e sintonizzatori.
Produce inoltre apparecchiature audio professionali per discoteche. L'azienda si contraddistingue da sempre per l'eccellente qualità dei suoi prodotti.
Per diversi decenni Denon fu un marchio della Nippon-Columbia. 
Denon deriva dalla fusione della Denki Onkyo e altri nel 1939. Nel 2001, Denon venne acquisita dalla Ripplewood Holdings e al 2% dalla Hitachi. 
Nel 2002, Denon viene fusa con Marantz in D&M Holdings.

## Storia
La società viene fondata nel 1910 come parte di Nippon Chikuonki Shokai (Japan Recorders Corporation), fabbricante di dischi single side e grammofoni.
Originariamente il nome fu 日本電氣音響株式會社 - Nippon 'DENki ONkyo Kabushikigaisha' abbreviato DEN-ON in giapponese. 
Più tardi altre aziende si fusero con essa e venne creato il nome Denon.
La prima fusione avvenne tra il 1912 e il 1928 a marchio “Columbia” divenendo Japan Columbia Recorders. Nel 1946 divenne Nippon Columbia.
Il marchio Denon fu creato nel 1947 quando Nippon Columbia si fuse con Japan Denki Onkyo.
D&M Holdings Inc. fu creato nel 2002 quando Denon Ltd e Marantz Japan Inc. si fusero. Il 1º marzo 2017, Sound United LLC completa l'acquisizione della D+M Holdings.